# Uthina atrigularis
Uthina atrigularis är en spindelart som beskrevs av Simon 1901. Uthina atrigularis ingår i släktet Uthina och familjen dallerspindlar.
Artens utbredningsområde är Singapore. Inga underarter finns listade i Catalogue of Life.